# Belgische wetgevende verkiezingen 1835
Wetgevende verkiezingen vonden plaats in België op dinsdag 9 juni 1835 voor de gedeeltelijke vernieuwing van de Kamer van volksvertegenwoordigers en de Senaat. Er werden in totaal 51 volksvertegenwoordigers en 25 senatoren verkozen in de kieskringen Gent, Eeklo, Sint-Niklaas, Aalst, Dendermonde, Oudenaarde, Charleroi, Bergen, Doornik, Aat, Thuin, Zinnik, Luik, Verviers, Hoei, Borgworm, Hasselt, Maastricht en Roermond. 

## Kiessysteem
Het kiesstelsel in België was vastgelegd in de Grondwet van 1831 en in de Kieswet van 3 maart 1831. Het systeem had volgende kenmerken:
- Een meerderheidsstelsel, waarbij een kandidaat een absolute meerderheid van stemmen (al dan niet in een tweede stemronde) nodig had om verkozen te worden.
- Een districtenstelsel, waarbij elk arrondissement een of meer volksvertegenwoordigers en senatoren verkoos.
- Een termijn van vier jaar voor volksvertegenwoordigers en acht jaar voor senatoren, waarbij de leden van twee reeksen van provincies alternerend werden vernieuwd.
- Het cijnskiesrecht, waarmee iedere Belgische man die ouder dan 25 jaar was en een bepaalde hoeveelheid cijns betaalde, stemrecht kreeg. Hierdoor was er een beperkt kiezerskorps. Elke kiezer kon een stem uitbrengen per kandidaat, voor zover er leden te verkiezen waren.
- Een stemming in de hoofdplaats van het arrondissement, waarbij alle kiezers van het arrondissement (het kiescollege) zich naar hetzelfde stemlokaal diende te verplaatsen, eventueel verdeeld in stembureaus.

## Uitslagen
In Gent werd Eugène De Kerckhove-Opsomer verkozen als senator maar deze nam zijn mandaat niet op, waarna op vrijdag 31 juli 1835 een nieuwe verkiezing werd gehouden. Thadée Van Saceghem werd met 224 stemmen verkozen.

## Verkozenen
- Kamer van volksvertegenwoordigers (samenstelling 1833-1837)
- Samenstelling Belgische Senaat 1835-1839